# Георгулис, Константинос
Константинос Д. Георгулис (греч. Κωνσταντίνος Δ. Γεωργούλης, 1924 Александрия — 24 марта 2006, Париж) — греческий химик, историк философии.

## Биографические сведения
Константинос Д. Георгулис родился в Александрии в 1924 году. В 1946 переехал в Париж на учебу. Изучал органическую химию в École nationale supérieure de chimie de Paris. Впоследствии работал научным сотрудником Национального центра научных исследований Франции (CNRS), откуда вышел на пенсию в 1989 году в качестве директора по исследованиям. Несмотря на полную интеграцию с французским обществом, Константинос Д. Георгулис оставался романтично преданным Греции, часто идеализируя её, даже так и не изменил греческое гражданство на французское.
Работая в CNRS, Константинос Д. Георгулис почти все свободное время уделял обучению греческих студентов и молодых ученых, поскольку с 1962 по 2004 год параллельно возглавлял Греческий Дом ученых. Сам он живо интересовался философией, опубликовал десятки монографий, посвященных преимущественно истории новогреческой философии и философскому учению Аристотеля.
Константинос Д. Георгулис умер 24 марта 2006 года в Париже, в возрасте 82 лет, после двухлетней борьбы с раком.

## Основные работы
- Ιστορία της Ελληνικής Φιλοσοφίας[2].
- Αριστοτέλους πρώτη φιλοσοφία.
- Αριστοτέλους φυσική ακρόασις.
- Φιλοσοφία της ιστορίας.
- Φιλοσοφικά μελετήματα περί θρησκείας.
- Γενική διδακτική.
- Γενική παιδαγωγική.
- Αι σύγχρονοι φιλοσοφικαί κατευθύνσεις[3].